# 少年たちのいた夏 〜Melody of Jenny〜
『少年たちのいた夏 〜Melody of Jenny〜』（しょうねんたちのいたなつ メロディオブジェニー）は、北条司による漫画短編、及びこれを表題作とした短編集。
本稿では短編集を中心として記述する。漫画短編の詳細については後述。

## 概要
『天使の贈りもの 北条司短編集［1］』（以下『JC1』）・『桜の花 咲くころ 北条司短編集［2］ 』（『JC2』）に続く北条司3冊目の短編集として1996年にジャンプ・コミックスより発行。正式名称は『少年たちのいた夏 〜Melody of Jenny〜 北条司短編集［3］』（『JC3』）。
戦後50年にあたる1995年に『週刊少年ジャンプ』（WJ、集英社）に掲載された、第二次世界大戦を描いた短編が3編収録されており、表題作以外の2編は二橋進吾を原作に迎えている。
2000年には文庫版『北条司短編集2 少年たちのいた夏 〜Melody of Jenny〜』（『文庫2』）も発行されたが、収録作品がJC版とは異なっている（後述）。また同年に発売された自選短編集『北条司短編集 天使の贈りもの』にも本短編集から1編が収録されている。

### 収録作品
1. 蒼空の果て -少年たちの戦場-（あおぞらのはて しょうねんたちのせんじょう）
2. 少年たちのいた夏 〜Melody of Jenny〜（しょうねんたちのいたなつ メロディオブジェニー）
3. American Dream（アメリカン ドリーム）

## 蒼空の果て
副題は「少年たちの戦場」。二橋進吾原作で『WJ』1995年16号・17号に掲載。68ページ。『JC3』及び『文庫2』に収録されている。
大戦末期の昭和18年から昭和20年を舞台とし、パイロットを夢見ていた少年が時代に翻弄され特攻として出撃していく様を描く。

### あらすじ
幼い頃よりパイロットを夢見ていた少年・白川順平は国のため、そして病気で寝込む父の汚名を返上する為にと、予科練習生となり、パイロットへの道を進む。そして練習生を経て実戦部隊に配属されるも、初の出撃命令は神風特攻隊のものであった……。

### 登場人物
白川 順平（しらかわ じゅんぺい）
昭和18年時に16歳で予科練習生。練習生を経て17歳で実戦部隊に配属される。幼い頃より飛行機乗りとなって世界の空を飛ぶ事をたかちゃんに語っていたが、戦闘機乗りになりたいと言った事はなかった。
白川 正平（しらかわ しょうへい）
順平の兄で上飛曹。エースパイロットとして活躍する。
たかちゃん
順平の幼馴染みの少女。病気で寝込んでいる順平の父の世話をしてくれている。
順平の父
病気で寝込んでいる為、仮病を使って戦争から逃げている非国民との陰口を叩かれている。

## 少年たちのいた夏
副題は「Melody of Jenny」。『WJ』1995年28号・29号に掲載。75ページ。『JC3』・『文庫2』及び自選短編集『北条司短編集 天使の贈りもの』に収録されている。『JC3』及び『文庫2』の表題作であり、『JC3』収録作品の中では唯一原作のついていない作品となっている。
終戦の直前、同じく東京を目指す脱走者となったアメリカ人フルート奏者と少年達との友情を描いた作品。

### あらすじ
長野県の疎開学級の劣悪な環境から妹を助け出すため、隆は仲間と共に脱走して母のいる東京へと向かう事を計画する。しかし幼い彼らにサバイバル能力はなく、途方に暮れる事となる。そんな彼らの前に収容所から脱出したと言う白人が現れる。同じく東京を目指すその白人はディブと名乗り、自分が食料を提供する代わりに東京へと案内する事を求める。最初は敵国人として警戒していた仲間たちも、徐々に打ち解けていき……。

### 登場人物
デビット・ボーグマン / ディヴ
日本在住10年のアメリカ人でフルート奏者。日本人の妻子と離れがたく、帰国命令を聞かなかった為にスパイとして捕虜収容所に入れられる。妻子に会う為にと脱出し、東京へと向かう途中隆達と出会い道を共にする。途中戦闘機に襲われた昌一を助けようとして指を失う。東京近郊で見つかってしまい、隆たちを巻き込まない様にしながら殺害される。
隆（たかし）
体の弱い妹の事を思い、国民学校の疎開先を脱出して東京へと向かう。ディヴが指を失った後、彼が娘・ジェニーへの誕生日プレゼントでとして作曲した曲「ジェニー」をジェニーのもとへと届ける為ディヴよりフルートを教わる。
和子（かずこ）
隆の妹。体が弱い。
ウド
隆達と一緒に東京を目指す仲間。大きく丈夫な体をしており、病弱な和子をおぶる事を引き受ける。
昌一（しょういち）
隆達と一緒に東京を目指す仲間。最初に誘われた時は断りながらも、やはり東京に帰りたいが為に仲間に加わる。憎まれ口を叩き偉そうにしている。

## American Dream
二橋進吾原作で『WJ』1995年36・37合併号に掲載。61ページ。『JC3』及び『文庫2』に収録されている。これ以降、北条は活動の場を青年誌に移しており、本作が『WJ』に掲載された最後の作品となっている。
日米関係が悪化する1935年のアメリカを舞台に、時代に翻弄される日本人投手とアメリカ人スカウトの友情を描いた作品。フィクションではあるが沢村栄治をモデルとしている。

### あらすじ
アメリカ遠征に訪れた日本野球チームのエース・村川英夫の投球を見て、スカウトのジョニーはその実力に惚れ込み大リーグで投げる様にと村川を熱心に説得する。ジョニーの手が「投手の手」である事から村川はその情熱を実感し、彼の誘いを受けることにするが、時代はそれを許さなかった……。

### 登場人物
村川 英夫（むらかわひでお）
日本野球チームのエース。日本遠征に来たベーブ・ルースから三振を奪い、アメリカ遠征でもその実力を発揮し体に勝るアメリカ人たちを次々と三振に打ち取る。モデルは沢村栄治。
ジョニー
ロサンゼルスパドレスのスカウトで。元は投手。自身に取って勲章である投球ダコが無くなる事を恐れ、肩を壊した後も毎日投球を続けている。村川の試合を見て惚れ込み、自分がかなえられなかった夢を託せる人物として熱心にスカウトする。
サム
ジャップ嫌いの新聞記者。ただし新聞記者として事実を曲げる様な事はせず、投手としての村川を高く評価する。
ユウ
日系二世の少女。アルバイトでサムの通訳となり、村川と交流する中で彼に好意を寄せる。

## 文庫版
『北条司短編集2 少年たちのいた夏 〜Melody of Jenny〜』のタイトルで2000年に『北条司短編集1 シティーハンター -XYZ- 』（『文庫1』）と同時に発行。『JC1』・『JC2』・『JC3』の3冊に収録されている短編をこの2冊に収録したため、同名の『JC3』収録作品だではなく『JC2』収録作品も2編収録されている。

### 収録作品
タイトルの後ろの括弧内はJC版の収録巻。作品の詳細については『JC2』収録作品は『桜の花 咲くころ』、『JC3』収録作品は上記を参照。
- TAXI DRIVER (JC2)
- ファミリー・プロット (JC2)
- 蒼空の果て -少年たちの戦場- (JC3)
- 少年たちのいた夏 〜Melody of Jenny〜 (JC3)
- American Dream (JC3)

## 書誌情報
全て著者は北条司で発行は集英社。
- 『少年たちのいた夏 〜Melody of Jenny〜 北条司短編集［3］』〈ジャンプ・コミックス〉1996年2月7日発行、ISBN 4-08-851630-3
- 『北条司短編集2 少年たちのいた夏  〜Melody of Jenny〜 』〈集英社文庫〉2000年1月18日発行、ISBN 4-08-617305-0
- 『北条司短編集 天使の贈りもの』〈SCオールマン愛蔵版〉2000年10月3日発行、ISBN 4-08-782597-3